# Costești, Vâlcea
Costesti là một xã thuộc hạt Vâlcea, România. Dân số thời điểm năm 2002 là 3681 người.